# Gemäldegalerie Alte Meister (Kassel)

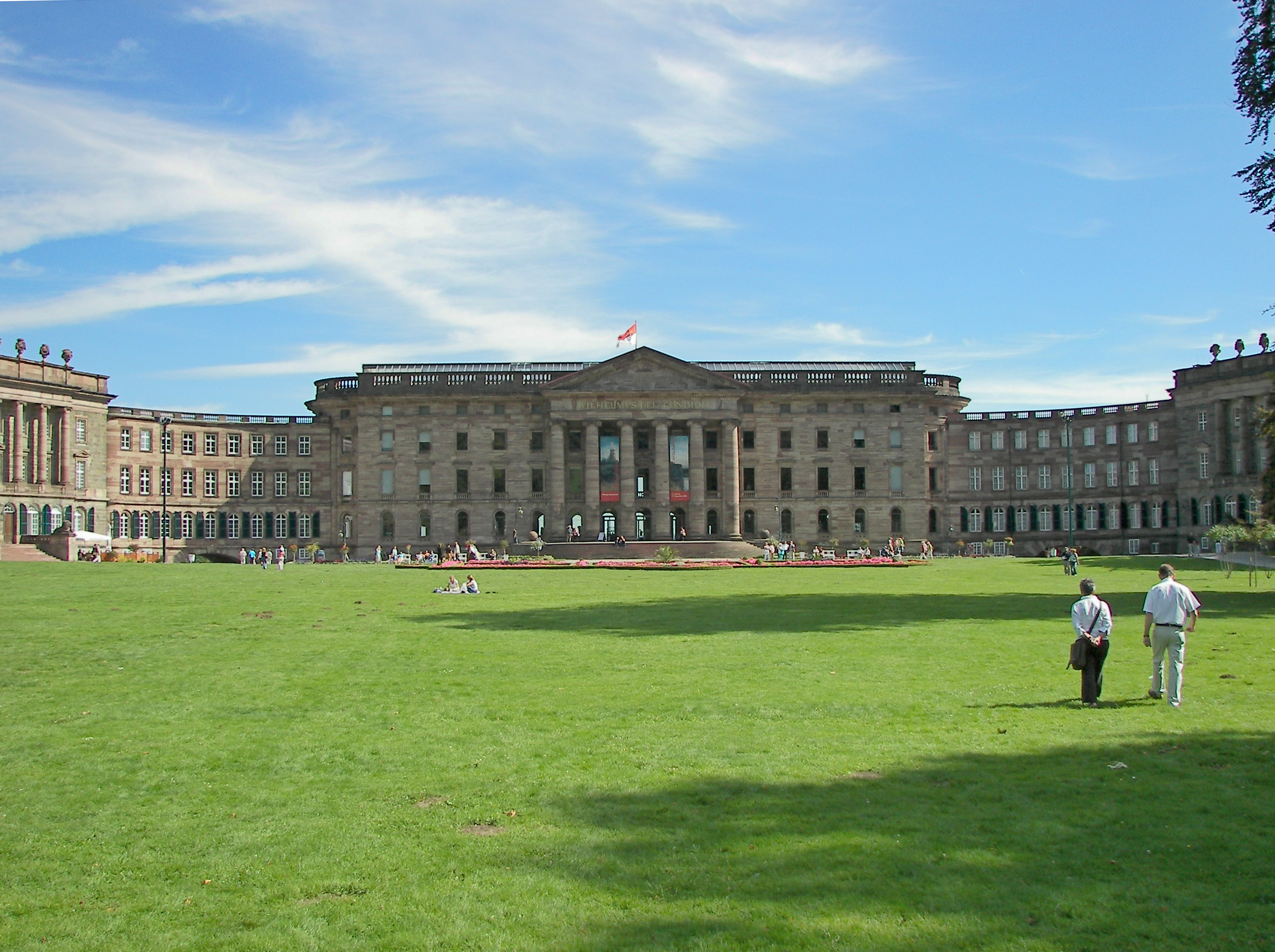
Die Kasseler Gemäldegalerie im Schloss Wilhelmshöhe

Die Gemäldegalerie Alte Meister Kassel ist eine zur Museumslandschaft Hessen Kassel gehörende Sammlung, die sich im Schloss Wilhelmshöhe befindet.

## Sammlung

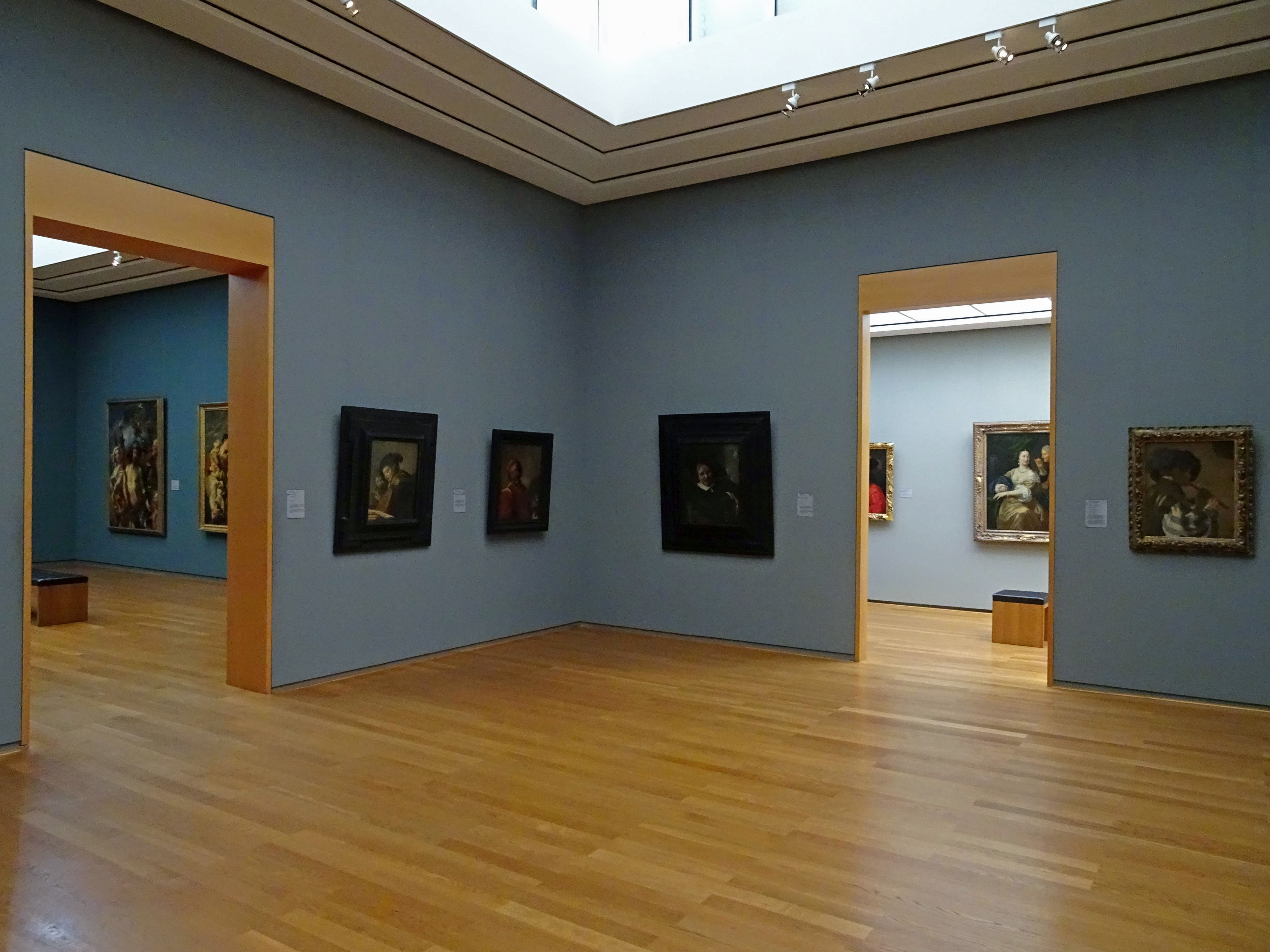
Blick in die Sammlungen (2016)

Die Sammlungsschwerpunkte bilden die flämische und holländische Malerei des 17. Jahrhunderts, die sich vor allem auf die Sammelleidenschaft von Landgraf Wilhelm VIII. von Hessen-Kassel (1751–1760) zurückführen lassen.
Den Hauptvertretern des holländischen und flämischen Barocks wie Rembrandt, Frans Hals, Rubens, Anthonis und Floris van Dyck sowie Jacob Jordaens sind eigene Säle gewidmet. Der Rembrandt-Saal zeigt den Jakobssegen und die Saskia sowie weitere Gemälde aus dem auch international herausragenden Rembrandt-Bestand. Von Peter Paul Rubens sind unter anderen die Hauptwerke Triumph des Siegers, das Porträt Nicolas de Respaigne sowie Pan und Syrinx zu sehen. Im Frans-Hals-Saal werden bekannte Bilder wie etwa Der Mann mit dem Schlapphut und Der lustige Zecher ausgestellt. Jan Steen ist mit dem Ölgemälde Das Bohnenfest vertreten.
Des Weiteren werden Gemälde der italienischen, spanischen und französischen Malerei präsentiert, darunter Hauptwerke Tizians, Murillos und Vouets. Von Tizian wird das Bildnis eines Feldherrn, von Giampietrino Leda mit ihren Kindern und von Antonio Bellucci Der kranke Königssohn ausgestellt. Einen eher kleinen Teil der Sammlung bilden die Altdeutsche und Altniederländische Malerei, die aber durch ihre Qualität überzeugen kann, darunter Dürers Bildnis der Elsbeth Tucher, Hans Baldungs Herkules und Antäus sowie Arbeiten von Jan Gossaert und Maarten van Heemskerck.

## Sammlungsgeschichte

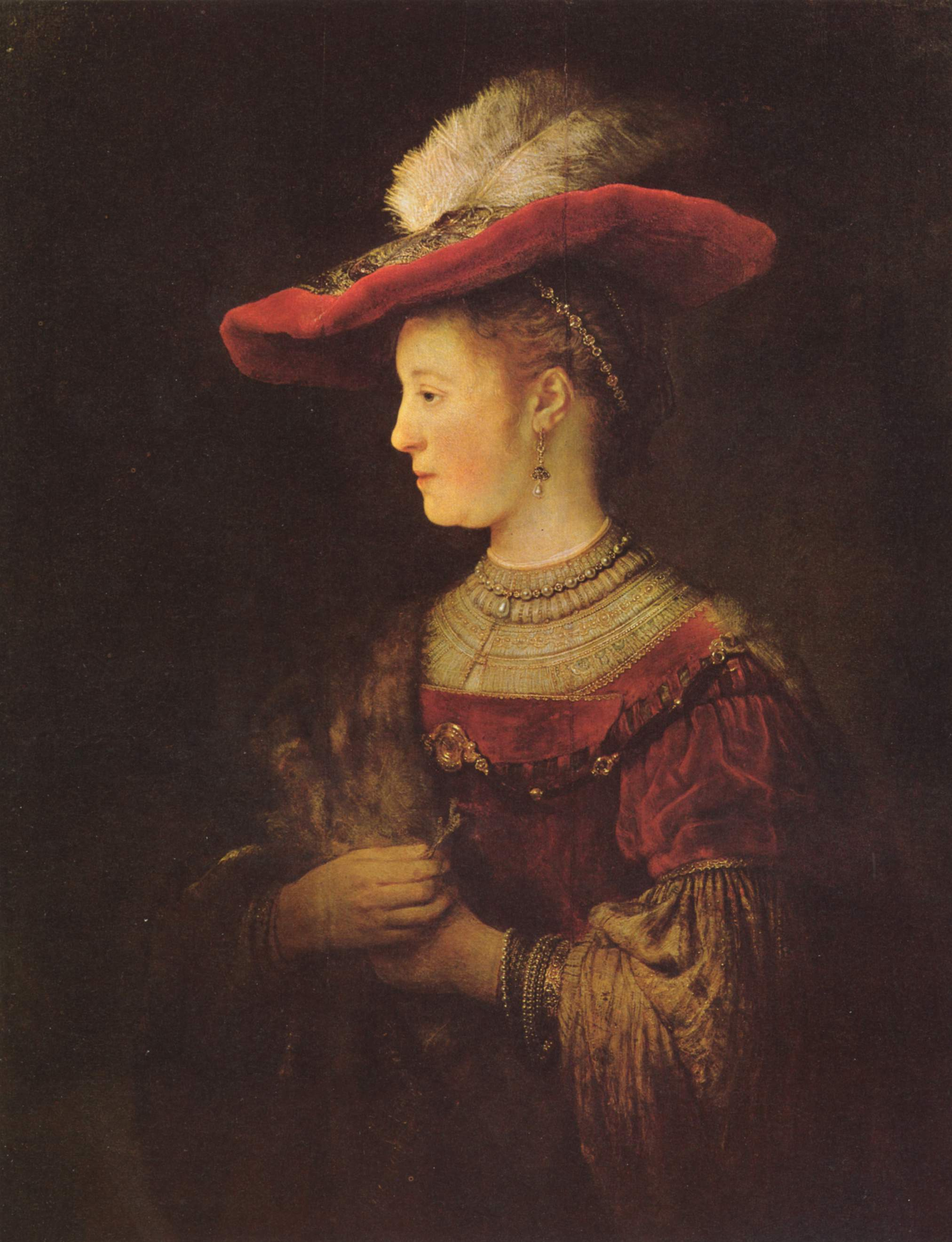
Rembrandt: Bildnis der Saskia van Uylenburgh

Das erste Gemälde, das mit der landgräflichen Sammlung in Verbindung gebracht werden kann, gab Anne v. Mecklenburg zum Gedenken an Landgraf Wilhelm II. (1485–1509) bei Lucas Cranach d. Ä. in Auftrag. 1653 wird das Kabinett erstmals erwähnt und 1696 wurde die Sammlung im Ottoneum untergebracht, welches ursprünglich als Theater fungierte. Der Sammlungscharakter war eher der einer Schatz- und Wunderkammer, denn neben Gemälden wurden wissenschaftliche Objekte und Kuriositäten gesammelt.
Unter Landgraf Carl (1654–1730) gelangten einige wichtige Arbeiten von Rembrandt, Rubens und des Caravaggismus nach Kassel. Am nachhaltigsten wurde die Sammlung durch Landgraf Wilhelm VIII. geprägt, dessen Sammelleidenschaft besonders im Bereich der holländischen und flämischen Malerei in der Mitte des 18. Jahrhunderts einen Höhepunkt erreichte, wobei ihm seine niederländischen Kontakte und Berater von hohem Sachverstand zugutekamen. Es gelang Wilhelm VIII., Hauptwerke von Rubens (Triumph des Siegers), Rembrandt (Jakobssegen), Frans Hals und Jan Steen (Bohnenfest) zu erwerben; zudem stellte der Ankauf des Kabinetts von Valerius Röver einen qualitätvollen Zuwachs dar.
Die wachsende Sammlung gab den Anlass zu einem eigens errichteten Galeriebau, welcher 1751 vollendet wurde (1943 zerstört), aber nur einen Teil eines Großprojektes darstellte, das weitere Gebäude umfassen sollte. Wilhelms Nachfolger Landgraf Friedrich II. (1760–1785) öffnete die Sammlung – ganz im Sinne der Aufklärung – einem ausgewählten Publikum.
Als dunkelstes Kapitel lässt sich die Zeit Napoléons, dessen Bruder Jérôme Bonaparte in Kassel residierte, bezeichnen. 1806 versuchte man 48 hochkarätige Gemälde, darunter Lorrains Tageszeitenzyklus, vor den Napoleonischen Truppen in Sicherheit zu bringen, dennoch gelangten sie in den Besitz der Kaiserin Joséphine, die mit diesen ihr Schloss Malmaison bei Paris ausstattete. Nach ihrem Tod ging ein Großteil dieser Bilder in den Besitz der Eremitage in St. Petersburg über. Viele weitere Gemälde wurden von Vivant Denon für das Musée Napoléon ausgewählt, konnten jedoch in den Jahren 1814–1817 durch Jacob Grimm und seine Delegation, der auch der Galerieinspektor Ernst Friedrich Ferdinand Robert angehörte, nach Kassel zurückgeführt werden. Unter preußischer Herrschaft zog die Sammlung 1877 in das von Heinrich von Dehn-Rotfelser entworfene Galeriegebäude an der schönen Aussicht, welches heute die Neue Galerie beherbergt.
Den Bedrohungen des Zweiten Weltkrieges entgingen die Werke durch eine frühzeitige Auslagerung. Eine Spitzenauswahl wurde nach Wien in das Kunsthistorische Museum gegeben und von dort im Jahr 1956 unbeschadet wieder nach Kassel zurückgeführt. Einige Neuerwerbungen und Dauerleihgaben ergänzen heute die umfassende Sammlung, die seit 1974 im Schloss Wilhelmshöhe präsentiert wird.
1977 verübte der psychisch gestörte Hans-Joachim Bohlmann ein Säureattentat auf vier der bekanntesten Werke der Sammlung, deren anschließende Restaurierung erst 2006 abgeschlossen werden konnte. Betroffen waren der Jakobssegen von Rembrandt van Rijn und sein Selbstporträt mit Barett, Der Apostel Thomas von Nicolaes Maes und Christus erscheint Maria Magdalena als Gärtner von Willem Drost.
Direktoren
- 1910–1924: Georg Gronau

## Bekannte Werke (Auswahl)

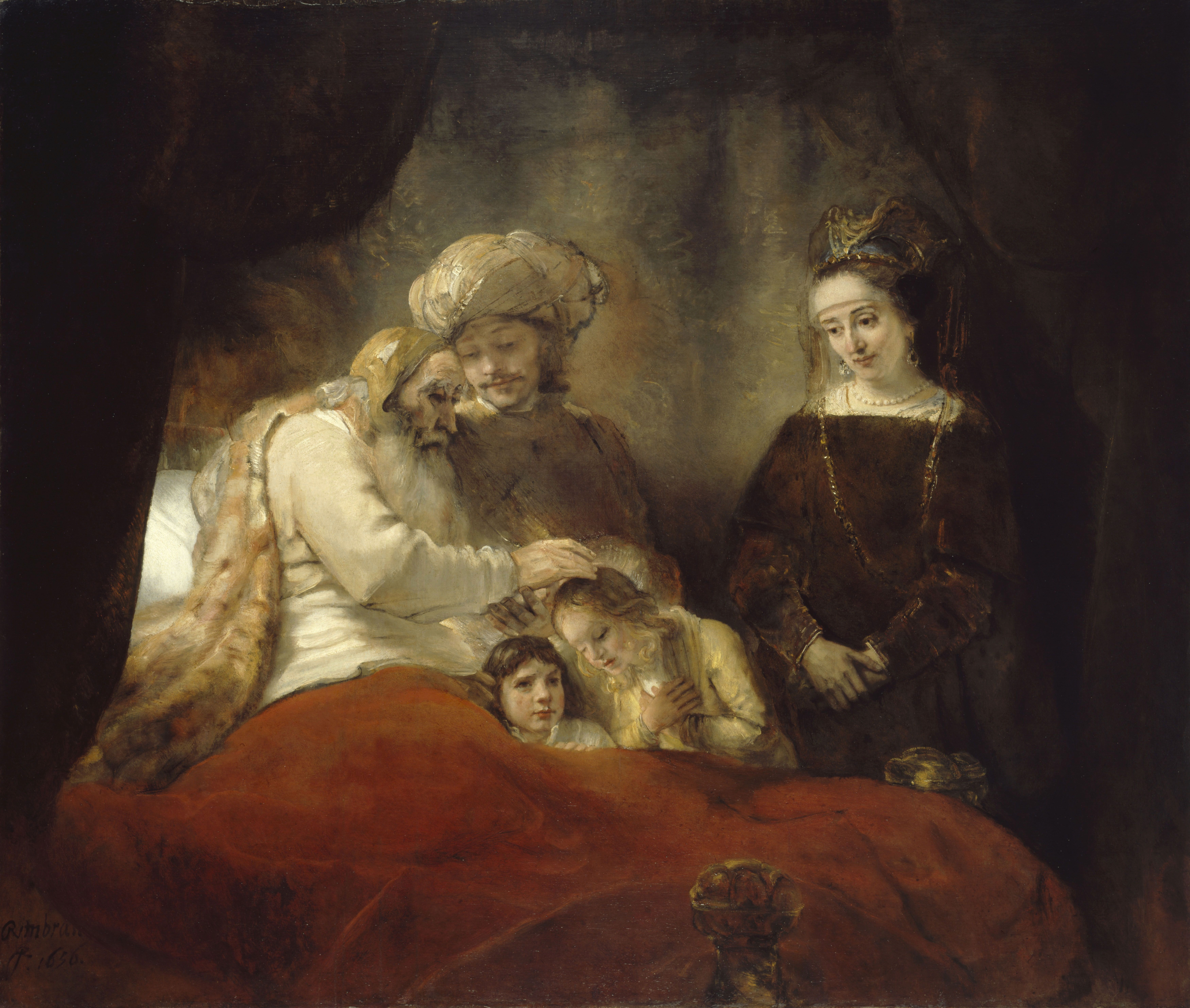
Rembrandt: Der Jakobssegen
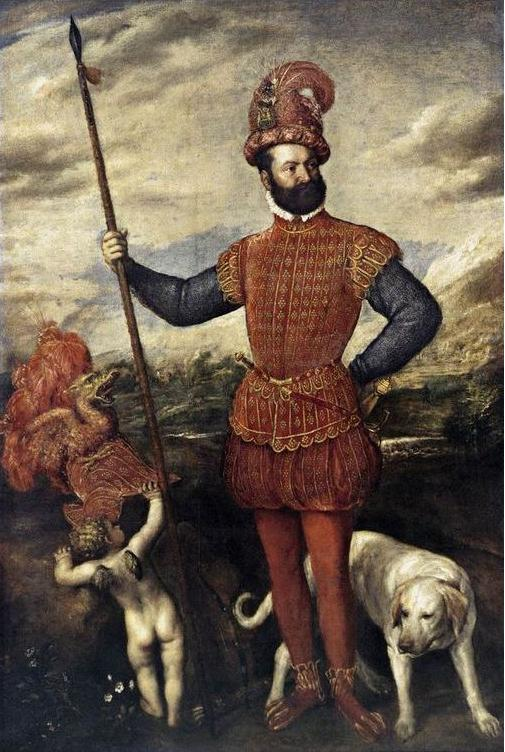
Tizian: Bildnis eines Feldherrn
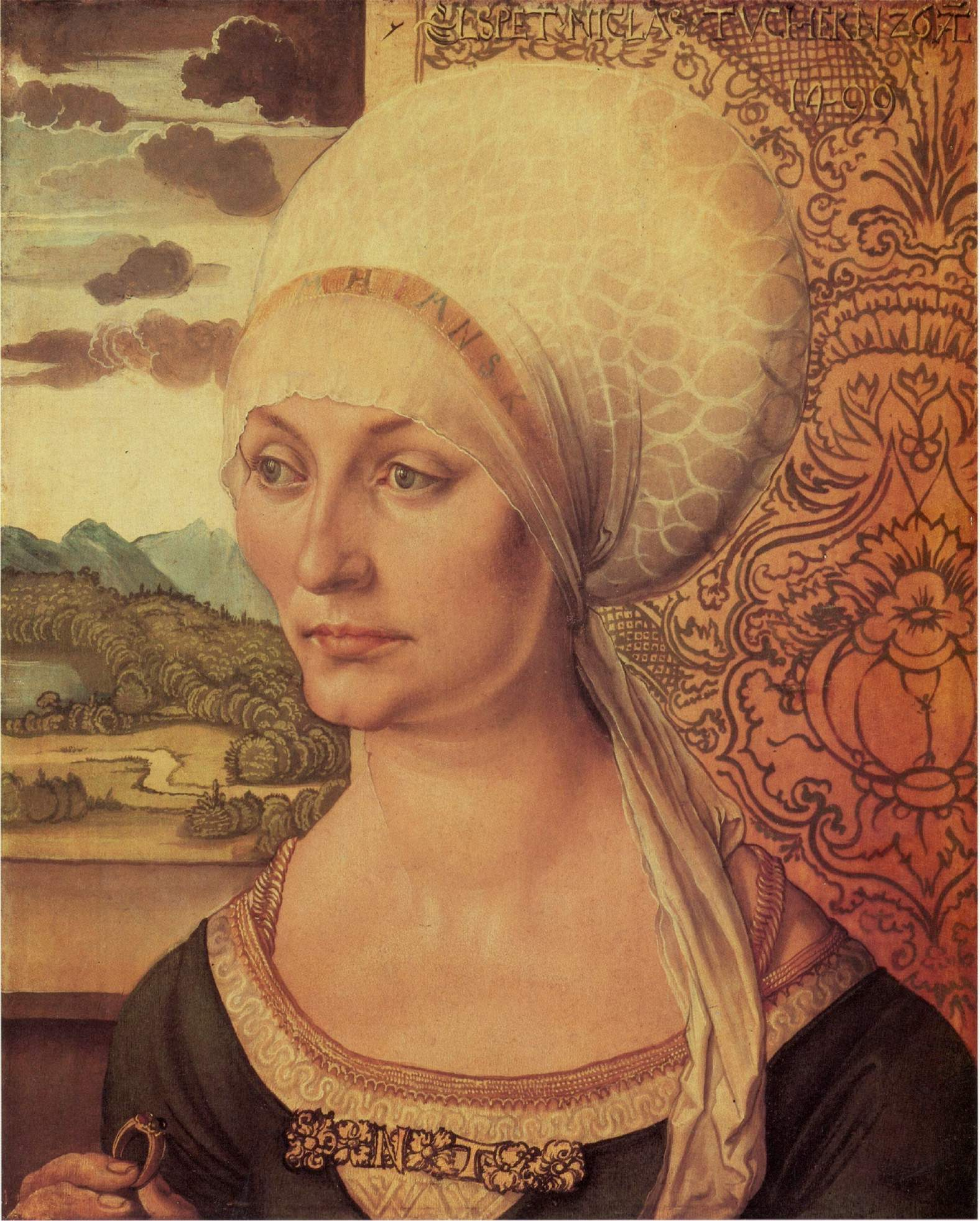
Albrecht Dürer: Bildnis der Elsbeth Tucher
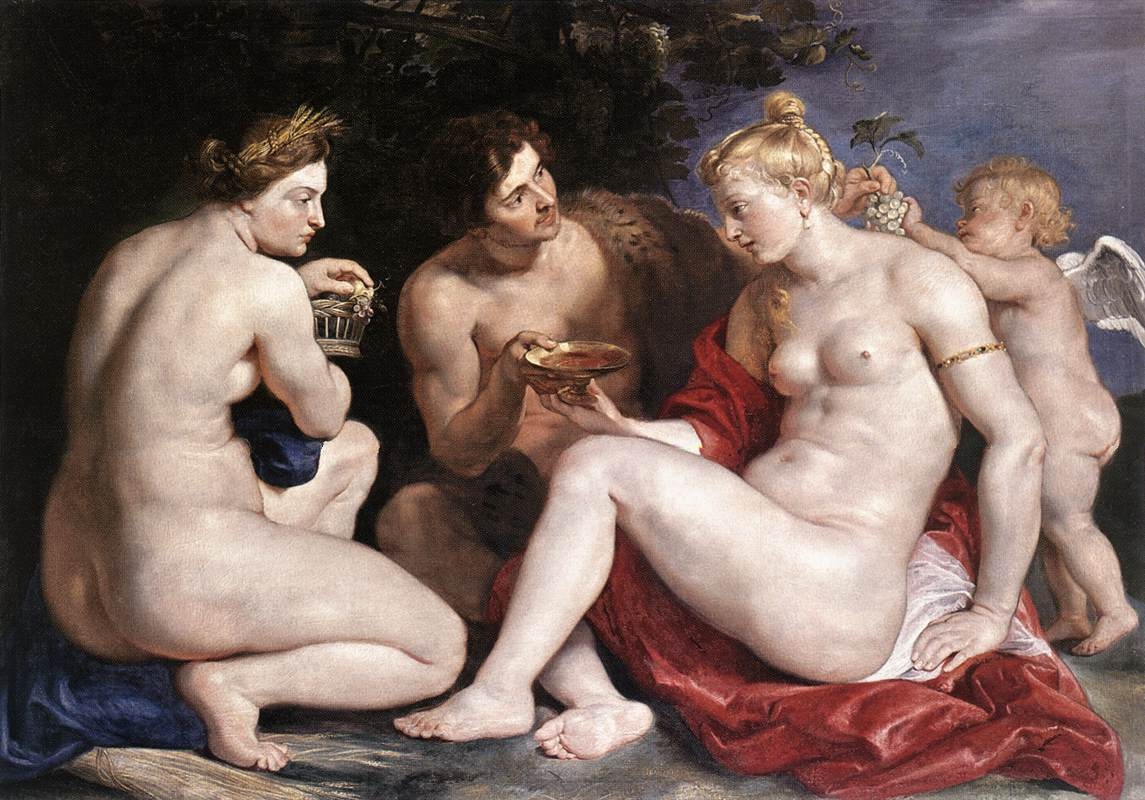
Peter Paul Rubens: Venus, Amor, Bacchus und Ceres
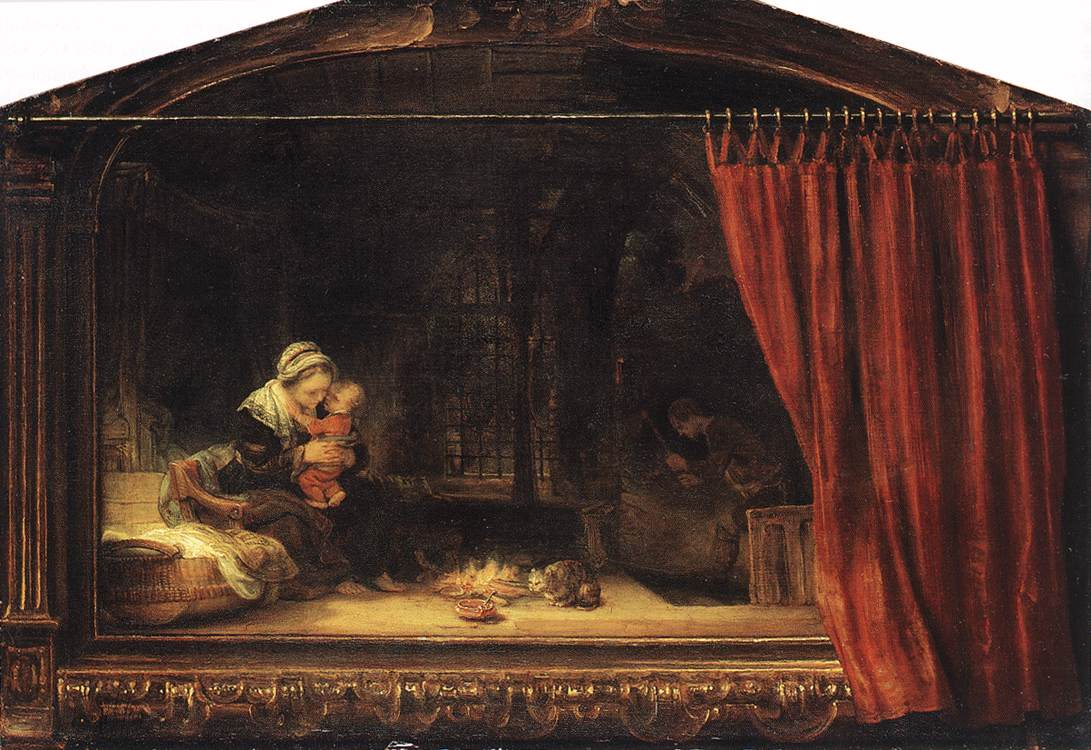
Rembrandt: Die Heilige Familie mit dem Vorhang
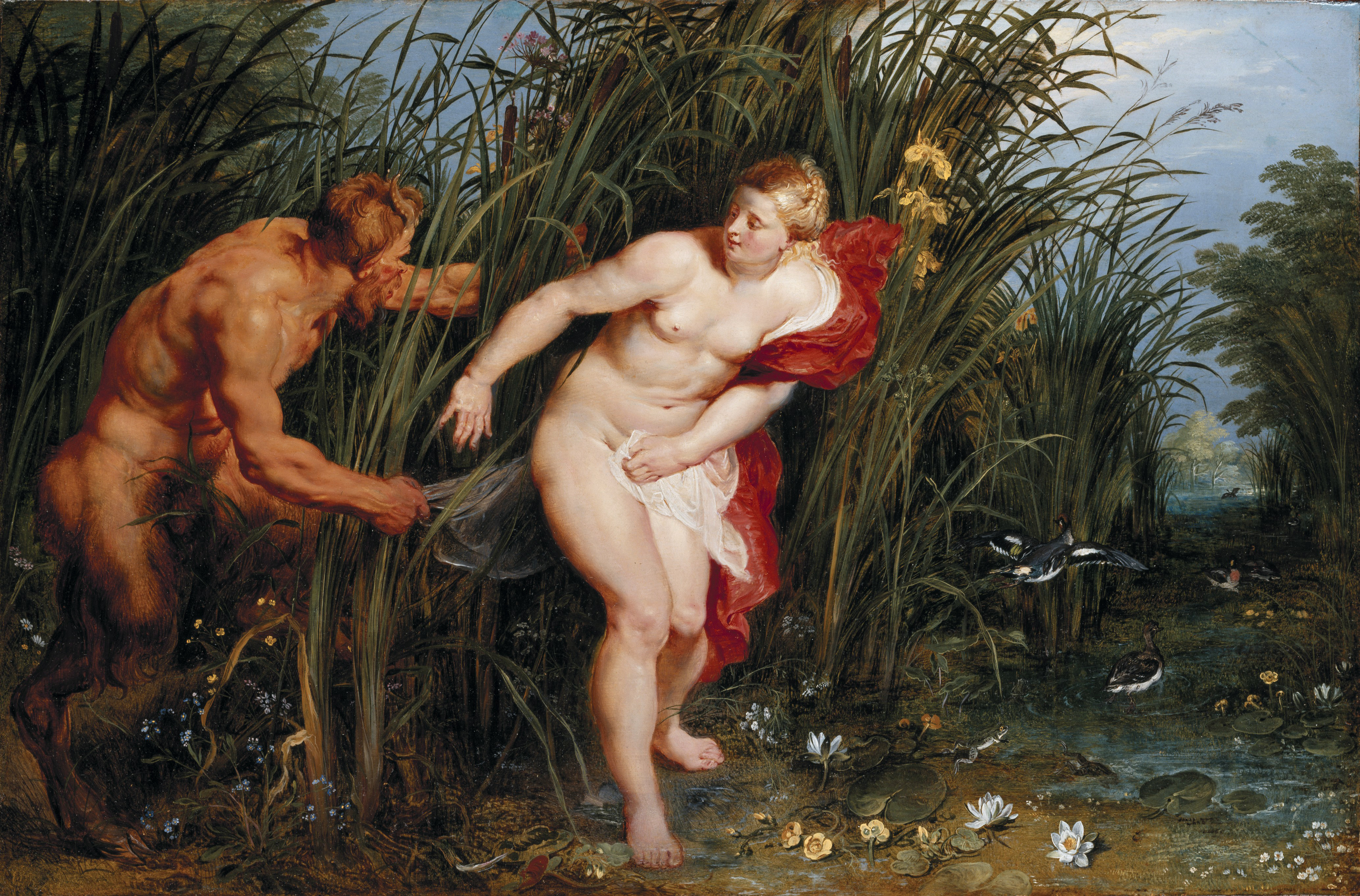
Peter Paul Rubens, Jan Brueghel der Ältere: Pan und Syrinx
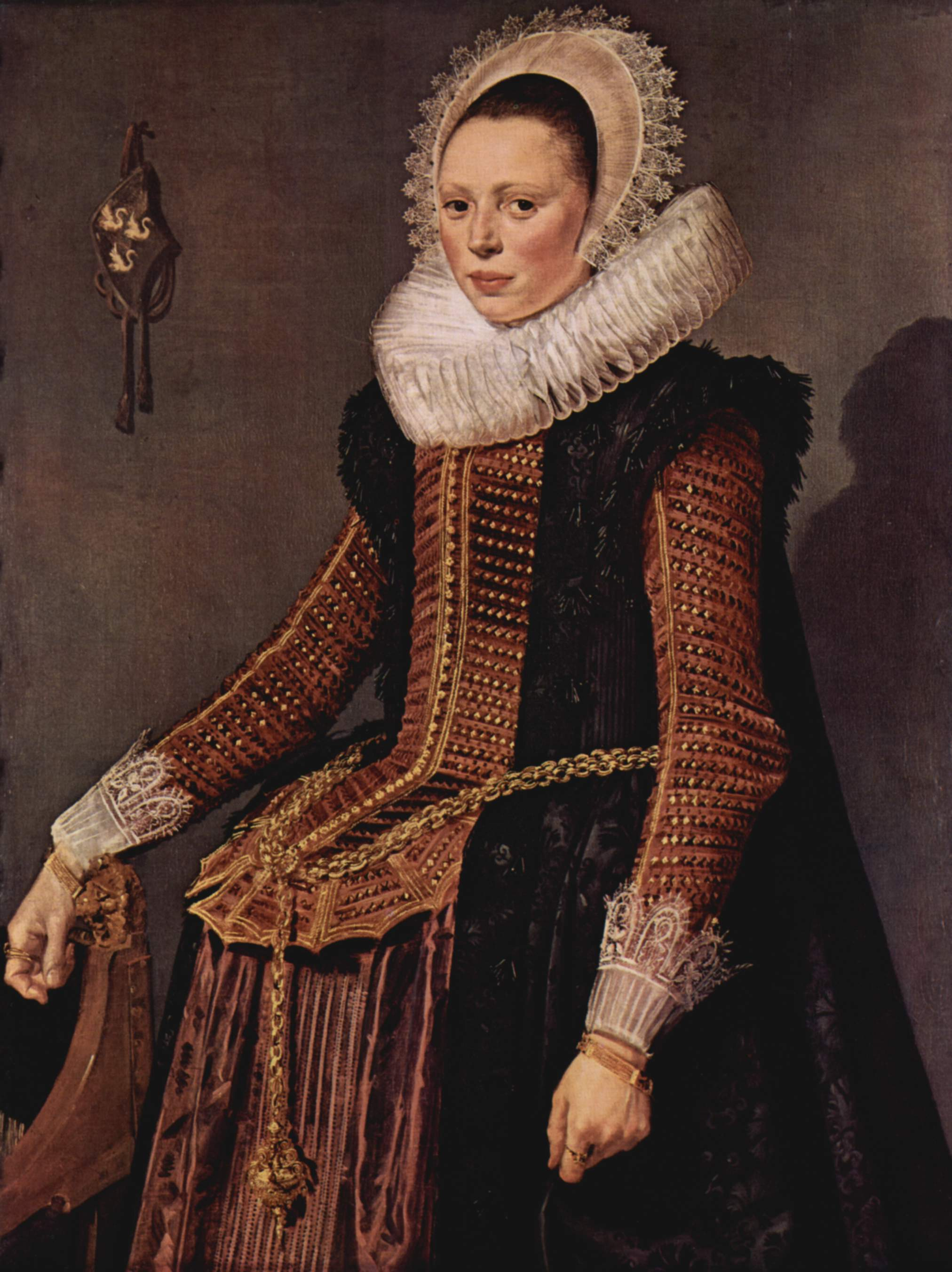
Frans Hals: Porträt einer stehenden Frau
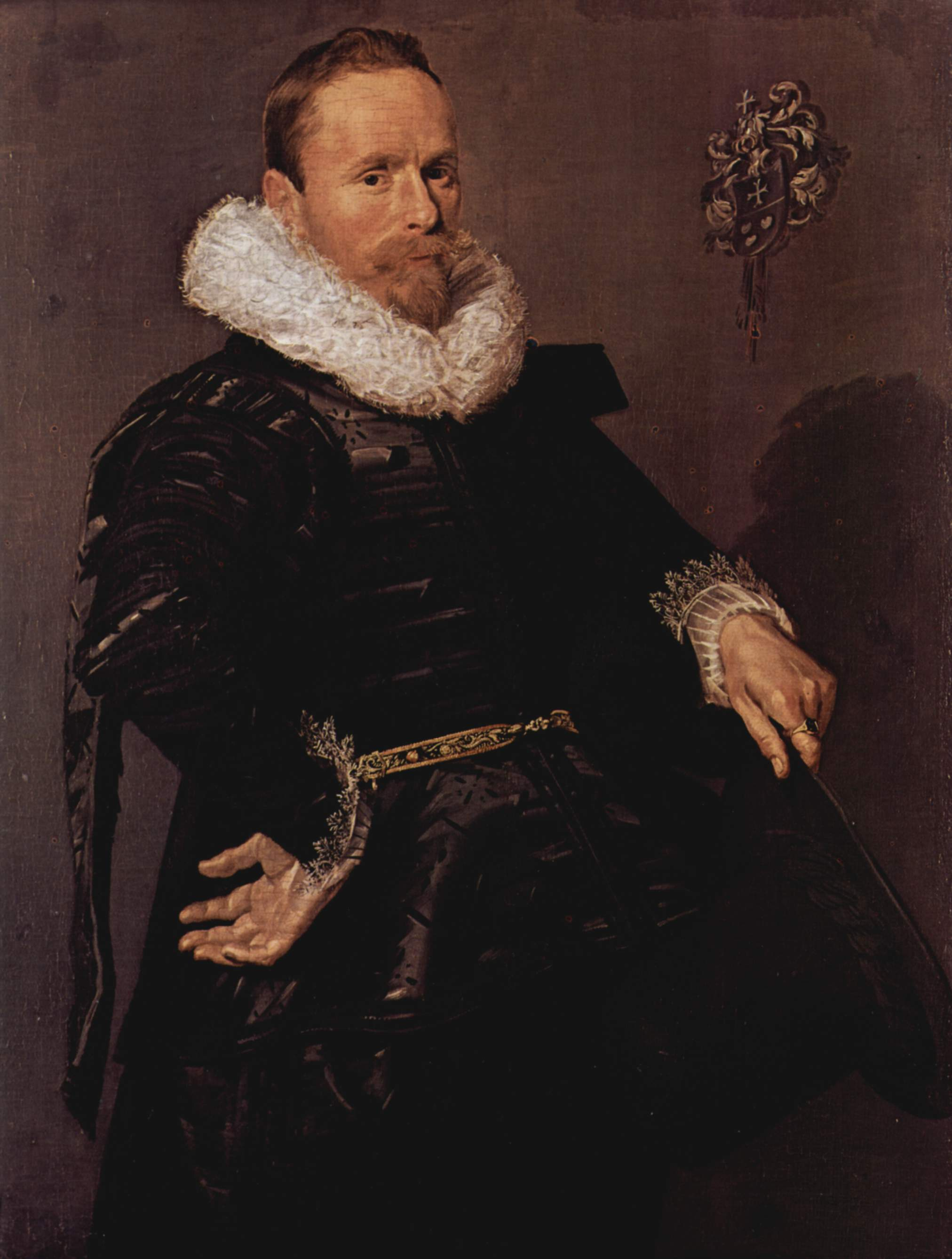
Frans Hals: Porträt eines stehenden Mannes
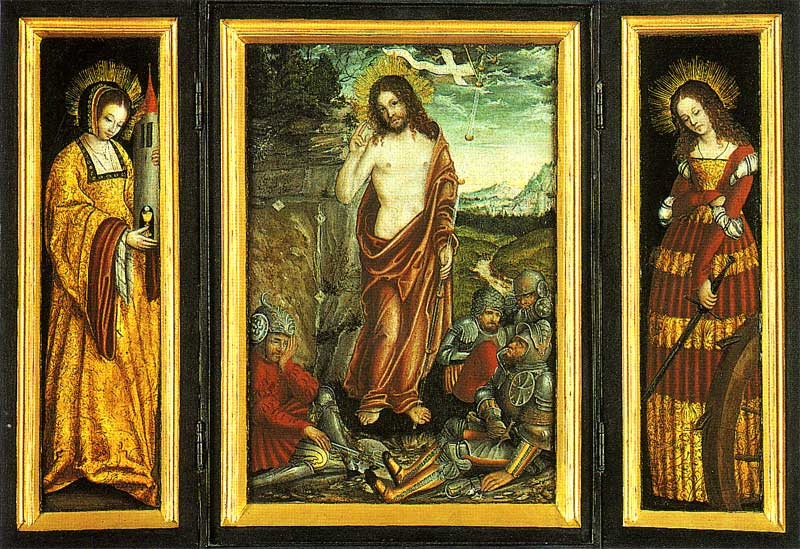
Lucas Cranach der Ältere: Kleiner Flügelaltar
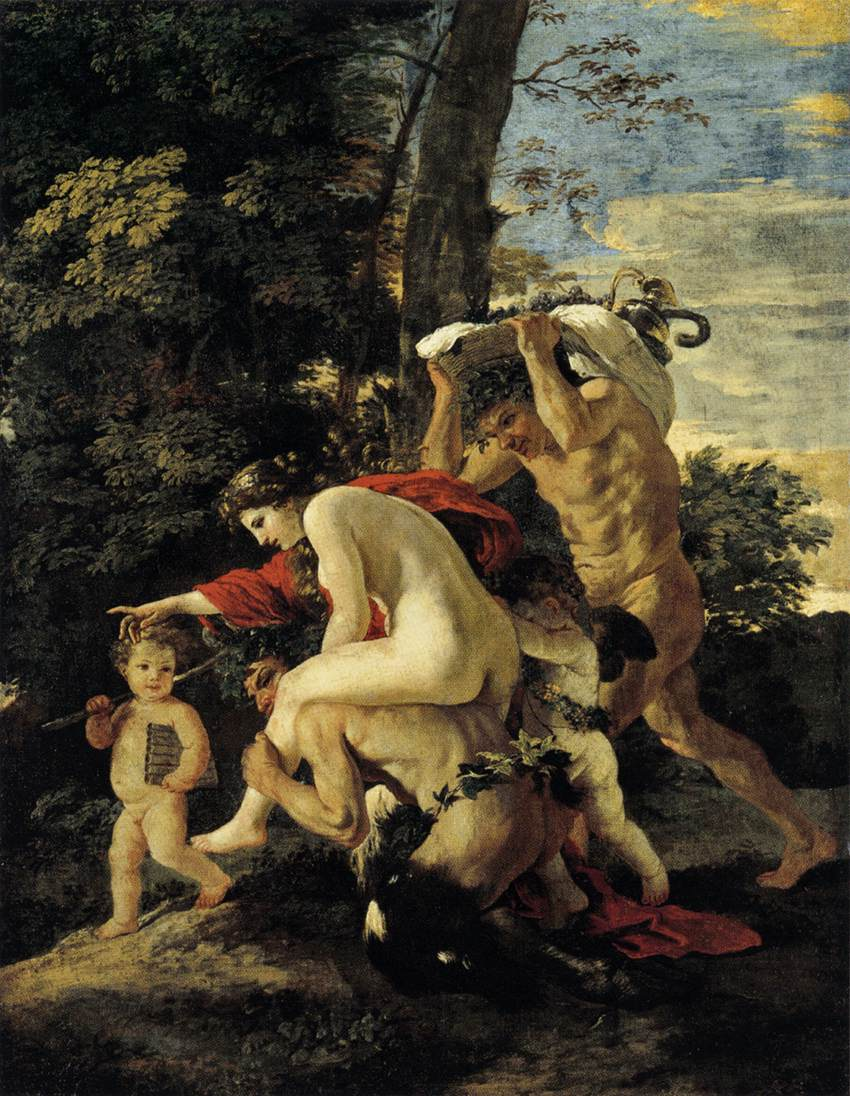
Nicolas Poussin: Bacchische Szene
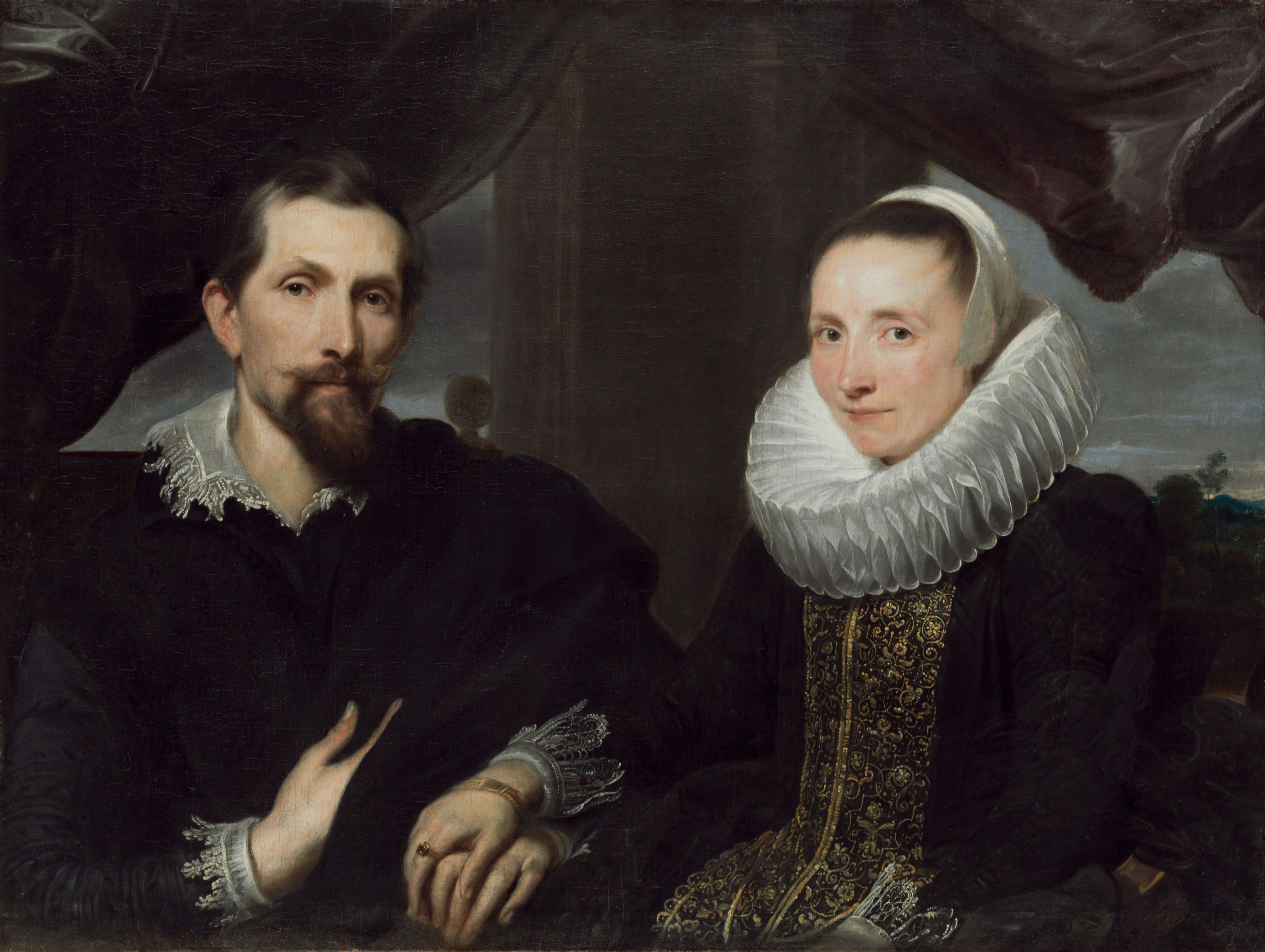
Anthonis van Dyck: Frans Snyders und seine Frau Margaretha de Vos
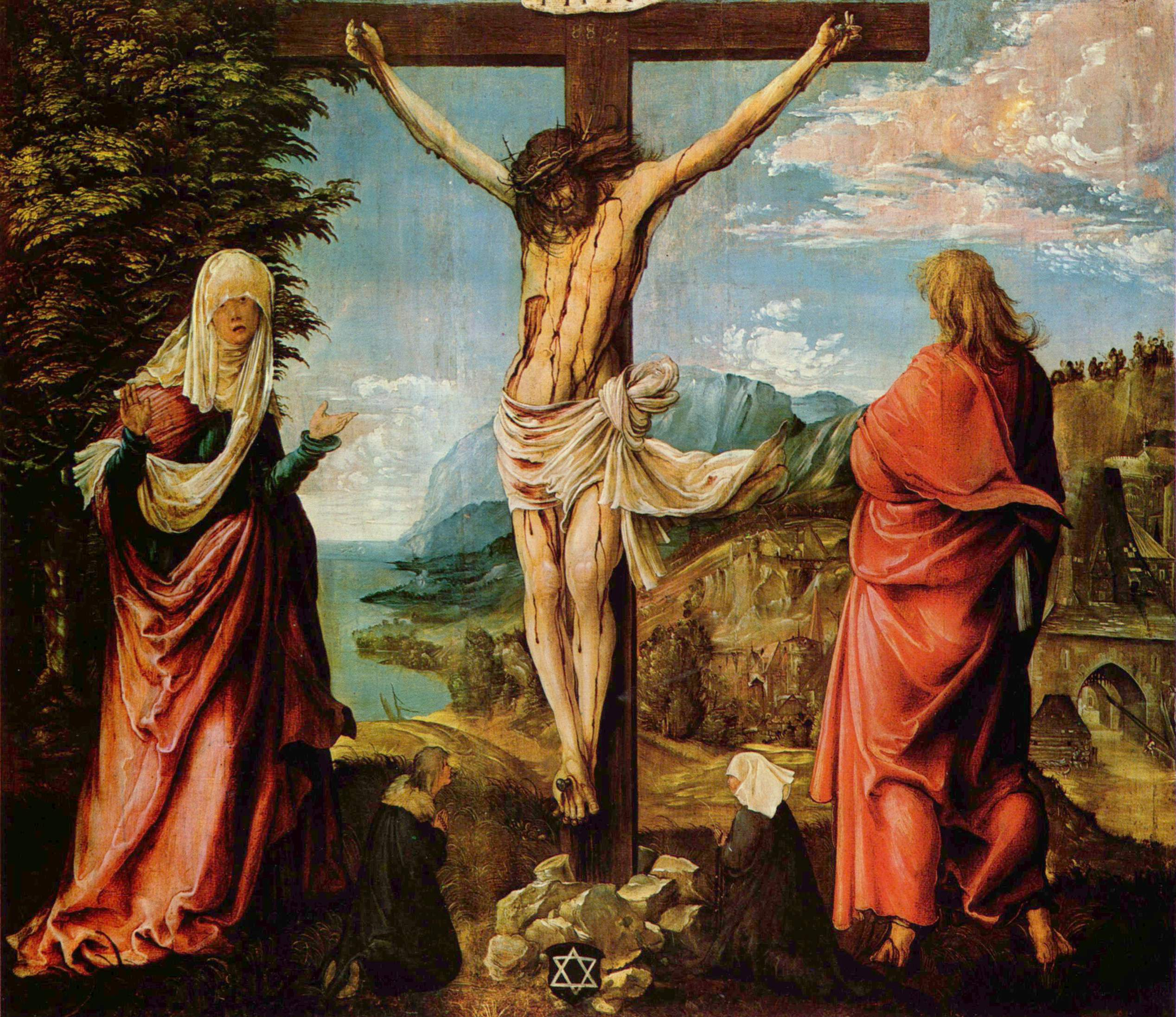
Albrecht Altdorfer: Kreuzigung Jesu
Peter Paul Rubens: Jupiter und Kallisto
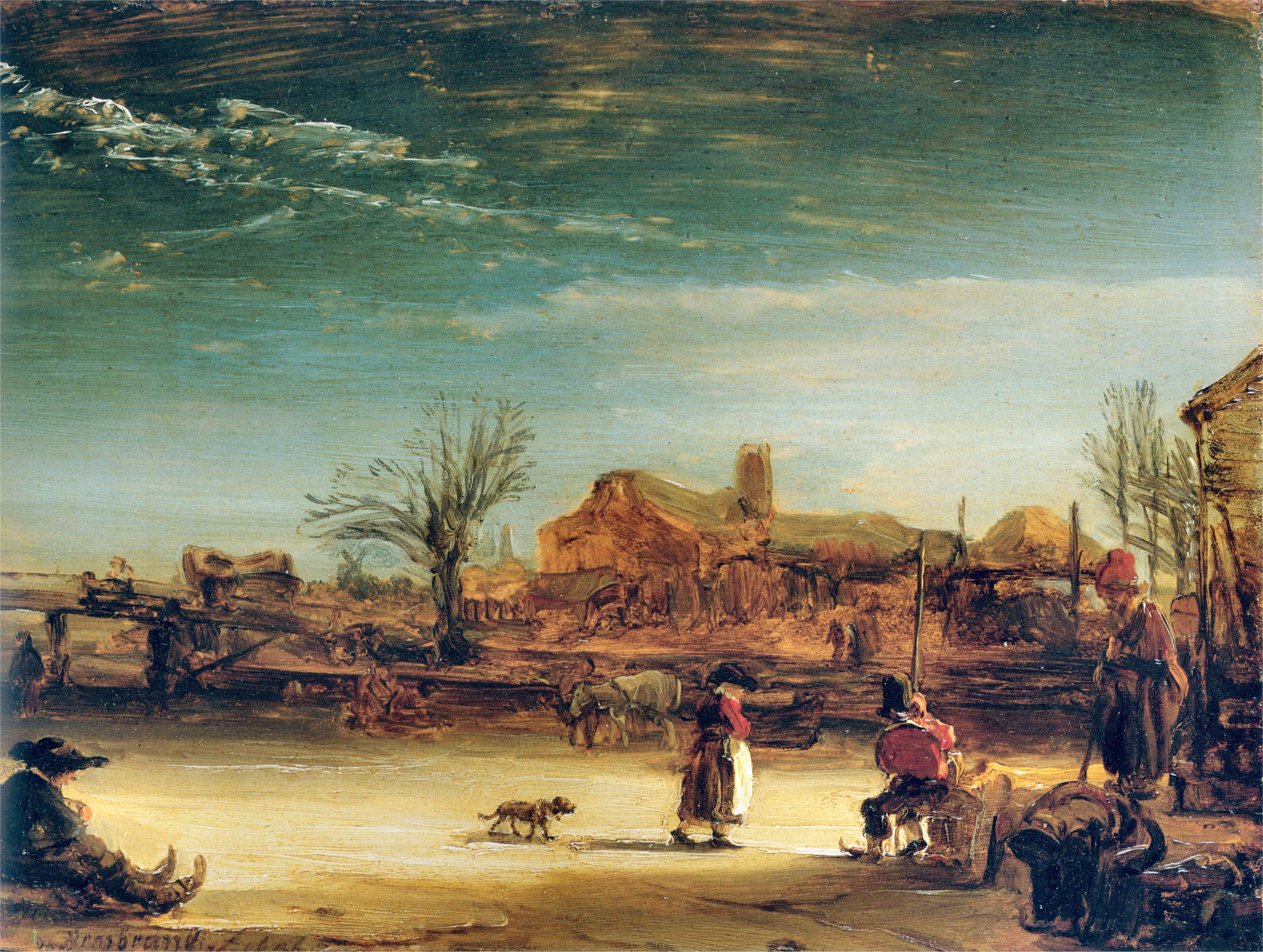
Rembrandt: Winterlandschaft
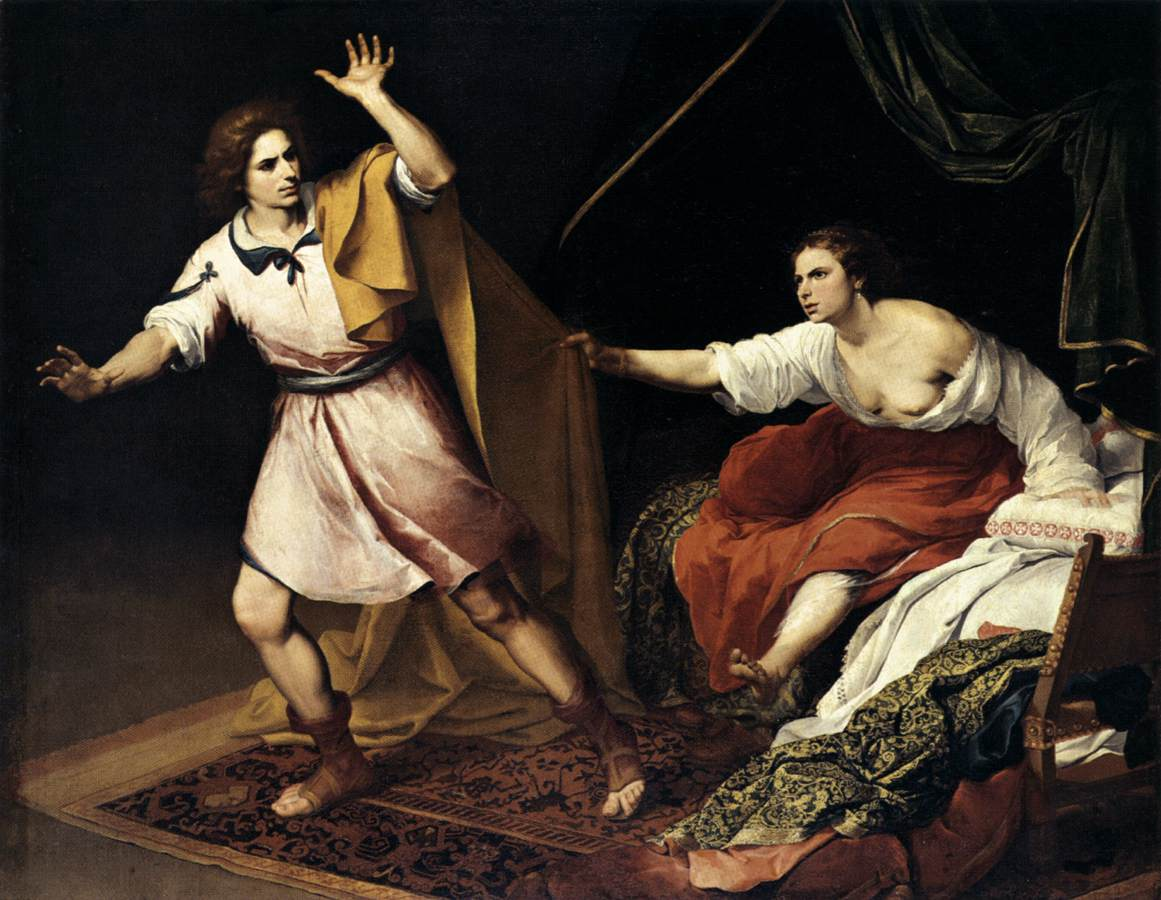
Bartolomé Esteban Murillo: Joseph und die Frau des Potiphar
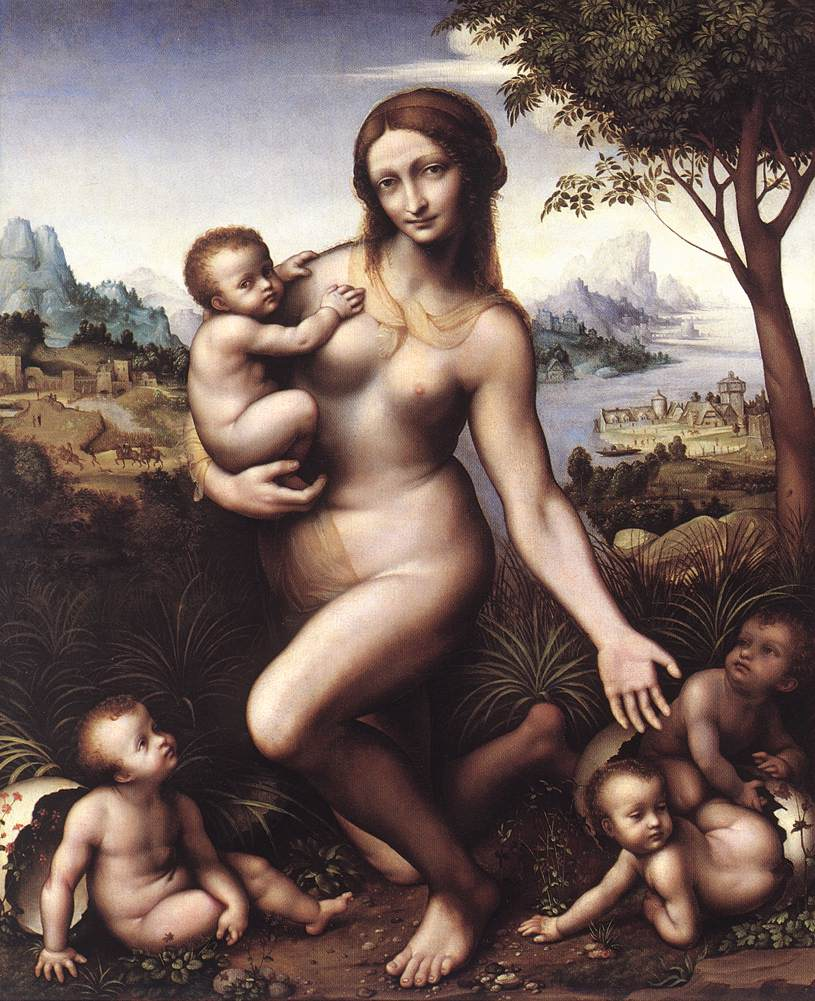
Giampietrino: Leda mit ihren Kindern